# Río Segundo (Córdoba)
Río Segundo is een plaats in het Argentijnse bestuurlijke gebied Río Segundo in de provincie Córdoba. De plaats telt 18.155 inwoners.